# 老夫子
《老夫子》（英語：Old Master Q）是香港漫畫家王家禧以王澤為筆名創作的漫畫作品，以數格漫畫的形式描繪一個名為老夫子的虛構人物，呈現了1960年代以來華人的生活底蘊與人生百態。《老夫子》自1962年開始在香港的報章雜誌刊載，隨後於1964年開始由香港吳興記書報社發行單行本，受到香港及各地華人喜愛，在台灣、東南亞、中國大陸等地也相繼出版單行本及套裝，並曾經出版馬來文、印尼文、印度文及泰文版本的漫畫，以及改編並製作成電影、卡通、動畫等。1995年至今出版的《老夫子》漫畫由王家禧的長子王澤接手創作，讀者以「老王澤」、「小王澤」或「漫畫家王澤」、「建築藝術家王澤」來區分兩個時期的作者。

## 作品簡介

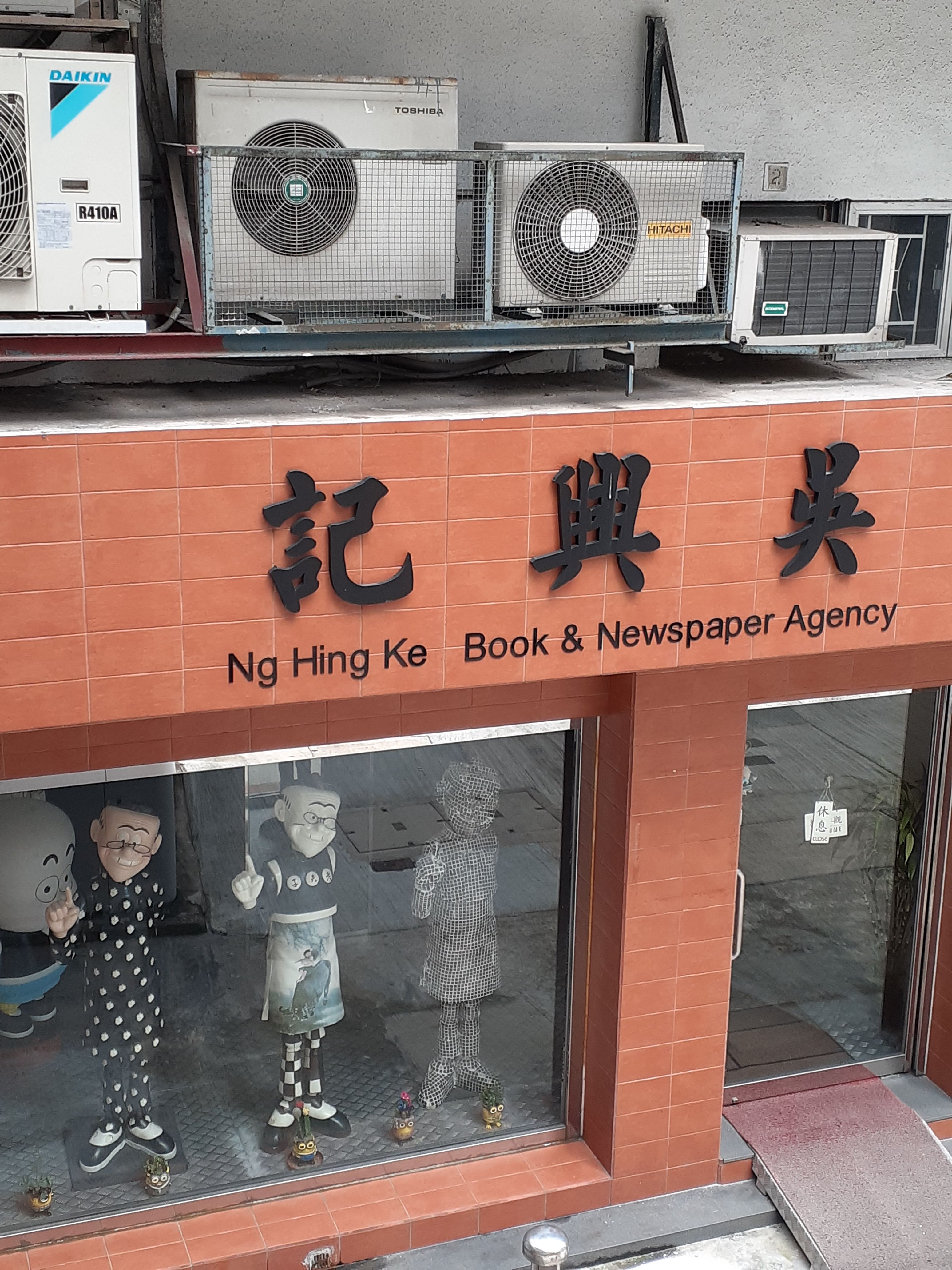
位於香港上環的吳興記書報社（已於2020年搬出）

王家禧1962年開始用長子王泽的名字作為筆名，在香港的報章雜誌上發表《老夫子》，隨後在1964年香港吳興記書報社發行單行本（至2004年出版精選、哈燒系列，每月出版兩集，仍在持續出版中）。爾後，在台灣、香港、東南亞、中國大陸等地相繼出版單行本和套裝，曾有馬來文、印尼文、印度文與泰文版本的漫畫，其後被改編並製作成電影、卡通、動畫等，共13部作品。
1969年，老夫子漫畫首次在台灣發行，從1998至2003年止台灣上硯出版社出版的新版《老夫子》漫畫達100集之多，銷售量多達150萬冊；2000年台灣新生報、中國時報、國語日報曾每週連載老夫子漫畫；2001年Taiwan News則以全版、全彩的《老夫子》英文版，每周日發行，共連載一年；目前台灣蘋果日報以全彩連載《老夫子搞怪新風貌》每日連載中。
2006年香港「悅讀交享樂──全港學界悅讀大行動二00六」調查報告指出，有30萬左右中小學生都愛看老夫子，並發現本港中小學生最愛看的圖書正是《老夫子漫畫》。
2007年始，老夫子歡慶45周年，展開一系列的慶祝活動，並在台灣、大陸、香港及馬來西亞四個地區陸續出版與舉辦活動與簽書會。
“2009南方閱讀盛典”，老夫子漫畫榮獲「金南方·新世紀10年最受讀者關注」；2009年香港調查「最具代表性傳奇物品」，漫畫老夫子奪冠 。2011年星洲日報報導新加坡交通部長、外交部第二部長呂德耀看「老夫子」學華文。2011香港小童群益會進行香港市民網上和問卷投票，《老夫子》於所有組別皆以逾6成當選「我最喜愛的兒童刊物」，同年亦受邀參加蘇富比秋季拍賣會為全球首件漫畫拍品。

## 作者介紹
王家禧（筆名「王澤」）1923年生於天津，其父親是北洋軍閥兼直魯皖省長王承斌，1950年代曾在天津任美術工作，1956年移居香港，目前是由其長子，也就是王澤本尊繼承其創作。王澤長於香港，在美國受建築教育，從事建築藝術創作及教學約30年，與多國建築家、學者參與過建築規劃、設計，在歐、美、亞洲多國院校、美術館講演、作品展覽，丹麥皇家藝術院建築系客座教授。1983至1995年，任教美國費城藝術大學建築系；曾任系主任及被頒授終身教職（Tenure），創多元建築藝術研究所並任所長。1995年至今在臺灣教授建築，於台北成立建築藝術工作室參與設計、規畫、國際競圖，成立老夫子漫畫工作室及授權公司，從事漫畫、動畫創作，出版與電影等多媒體事業。文史作家邱秀堂是《老夫子》的總編輯，她師承林衡道，最初是協助推動展出《老夫子》的手稿的策展人之一，後來成為總編輯，並嫁給長子王澤為妻。王家禧於美國時間2017年1月1日凌晨5時57分因器官衰竭而去世，享壽93歲。

## 內容特色
老夫子漫畫內的角色時常以不同的身分出現，包括乞丐、政客、演員和古代俠客，人物個性顯明、幽默有趣、文字簡潔。有時情節會發生在古怪的場景，例如遇見神仙、外星人和吸血鬼，還有到了古代或未來世界。
老夫子漫畫喜用四字詞語為題（常见的有：「惡有惡報」、「原來如此」、「耐人尋味」、「自討苦吃」、「各有千秋」等），主要環繞平民身邊發生的事情，內容老少咸宜。由於圖畫附加的文字不多，且全為人手所寫，易於閱讀，故成為不少兒童學習四字詞語的門檻。初期著作多為黑白色印刷，期後陸續推出彩色版《老夫子》。其另一特色是短小精煉，除長篇漫畫以外，一般只有四至六格（早期亦有八格/十二格）。
當老夫子漫畫為讀者帶來幽默的同時，它反映社會環境（特別是香港於1960－1980年代）的轉變。內容有時會顯現貧窮、盜竊、自殺及黑幫等社會問題。它有時會嘲諷人妖、新潮服裝和搖滾樂等流行文化（老夫子經常會「教訓」那些長得「不倫不類」的人）。
在罕見的情況下，老夫子漫畫會嚴肅地表達對1960－80年代間香港在政治上的轉變的意見。它批評中西文化交流的種種弊端，在1984年簽署的《中英聯合聲明》亦成為主題之一。在80年代末90年代初更有部份角色在漫畫中表現出對1997年香港主權移交的恐懼。
浸會大學的黃良喜教授和學者吳錦漢博士亦以佛洛依德所說的「uncanny」入手，包括出現了好笑的氛圍(funny uncanny)、耐人尋味的恐怖(horror uncanny)，及「似是而非」的「as-is uncanny」，認為老夫子的每一類敘事與政府主權移交及殖民有關。

## 角色介紹

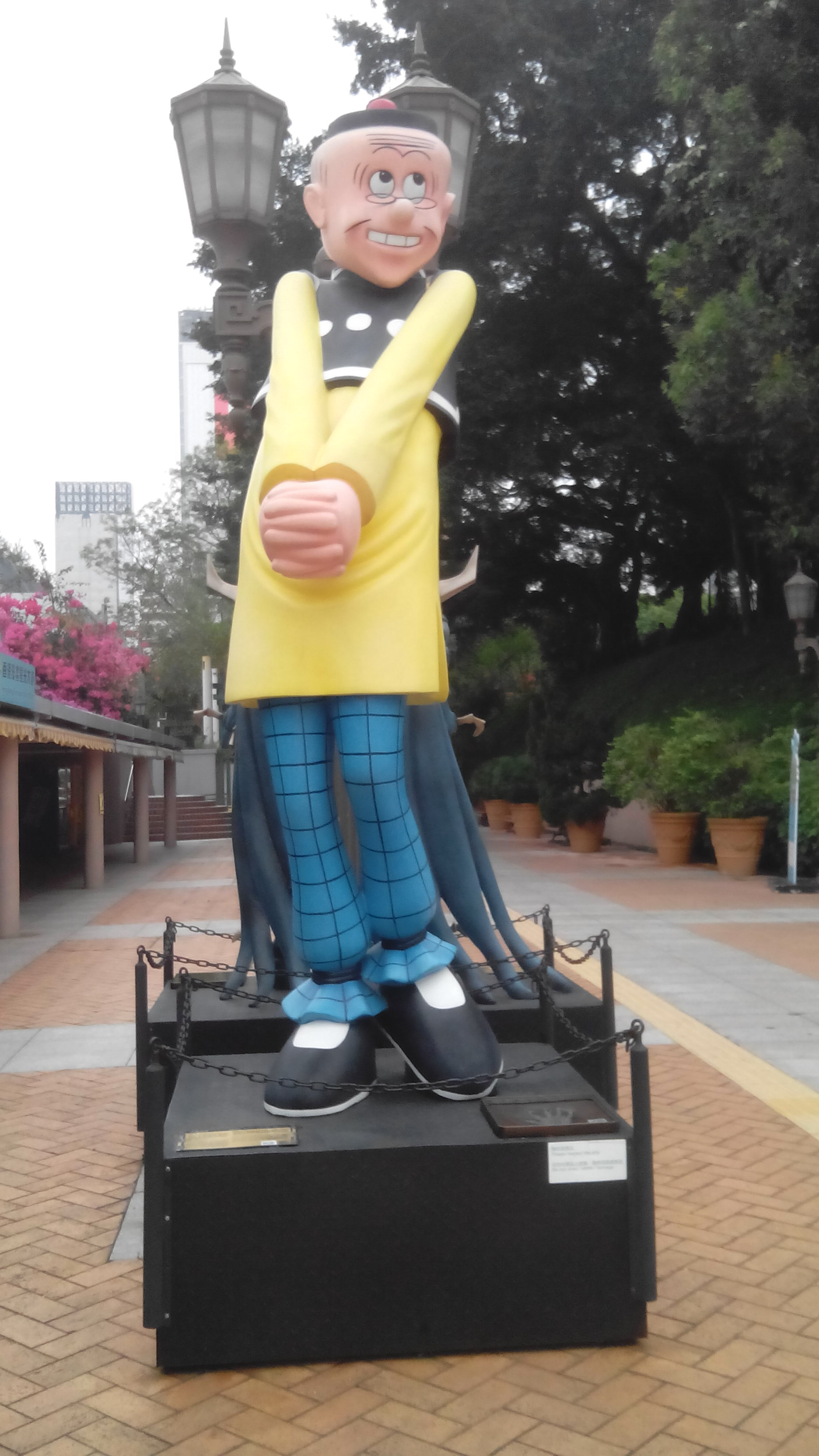
《老夫子》主角老夫子於「香港漫畫星光大道」展示的雕塑

老夫子、大番薯和秦先生都是王澤筆下的人物，本來各自成書，毫無關連，後來都被安排在《老夫子》漫畫出現，成為好友，所以漫畫全名叫「老夫子、秦先生、and 大番薯」 。
- 老夫子

整部作品的主角，頭髮稀疏，約40歲左右，臉上長有八字鬍子，身體瘦長，身型略瘦，額有皺紋。未婚。無固定職業。衣著方面，除了在武俠和醫生世界外，他經常穿著同一款的衣服，包括黑邊細小瓜皮帽、黑色企領馬甲（中央有三點白色圓點圖案）、黃色長衫、藍色格子圖案長束腳褲、背心式圓領內衣、白襪和黑色功夫鞋。
老夫子性好漁色，粗魯，喜歡做白日夢、經常打架（漫畫第44集中因打架860次入獄服刑）、愛管閒事、喜歡惡作劇（尤其喜歡惡整打扮浮誇的新潮人士）。
老夫子幾乎在每篇漫畫中出現，他常常被描寫成好管閒事和自作聰明。曾扮演過與人打架的流氓、追求女性的癡情老漢、尋找工作的失業人士、有錢的大老闆、遇上超常現象的路人、調查案子的偵探、流落無人島的遇難者等，反映人生百態。是秦先生及大番薯的朋友。老夫子與陳小姐是男女朋友，對她恭敬有禮，常常拿著一大束玫瑰花跪下來大聲唱歌（有時也會彈結他）向她示愛，可惜每次均無功而回，但亦有成功的時候，此时老夫子會非常害羞和受寵若驚地溜掉。常遇到強盜，也常與別人發生衝突，但總是逢凶化吉。一些讀者說老夫子捍衛中華傳統價值。其實，老夫子對於中西方文化充滿矛盾情結，恰好反映創作當時香港人對於西方文明、中國傳統之間的複雜情感。
- 大番薯

大番薯是老夫子最要好的朋友，他只有三根頭髮，身型矮小，身材肥胖，額有皺紋，體重極重，未婚。衣著方面，跟老夫子一樣，他經常穿著黑色圓領背心外套，內穿藍色長袖襯衣，下穿橘色長褲、黑色功夫鞋。性格樂天，卻好吃懶做，在漫畫中常用來諷刺減肥人士和好吃懶做的人，無固定職業。
- 秦先生

秦先生也是老夫子要好的朋友。他頭髮濃密，外表俊朗，身型高蹺，身材適中。性格幽默、自豪。跟其他兩位主角不同，他不只愛穿一款衣服，有時穿格仔衫，有時穿西裝，更會穿新潮衣服。醫生。林小姐是其女朋友。喜歡戶外活動，陽光男，可是王澤早年從事漫畫創作時，最早登場的人物，可不是老夫子，也不是大番薯，而是秦先生。據王澤回憶，父親1956年從天津移居到香港，不停的找工作，前途茫茫，他正是老夫子裏面秦先生的原型。
- 老趙

老夫子的死對頭。他常身西裝及結領帶。為人吝嗇，愛貪小便宜，喜作弄別人（尤其是老夫子，但時常被老夫子反擊或陰謀敗露）。在漫畫中經常以診所的醫生或老夫子的上司形象出現，因此常看到他倆針鋒相對。老趙因為跑得快有「飛毛腿」的稱號。已婚，其妻子管教十分嚴厲，所以也很怕妻子，而老夫子也曾利用這點來教訓他。與老夫子是「天生冤家」，互相較勁，但也互相關心對方。家有「妻（氣）管嚴」；是標準「PTT怕太太俱樂部」的會員。
- 陳小姐

老夫子的追求對象。樣子娟好，身材適中，蓄短髮，常穿旗袍及高跟鞋。她有時會跟老夫子約會，卻大多數會拒絕老夫子的追求，不肯收他送的花。

## 爭議
2001年，文化名人馮驥才（1942年－  ）先生出版了一本名為《文化發掘老夫子出土─為朋弟抱打不平》（ISBN：780108506X）的書，指證王澤的《老夫子》引用自中國已故漫畫家朋弟（1907年－1983年）的《老夫子》，自此受到社會廣泛關注。
2001年5月9日，《中華讀書報》發表謝其章的文章《警惕漫壇扒手》，指出王澤「老夫子」系列漫畫抄襲自朋弟作品。此前，姜德明、馮驥才等亦已經在媒體上公開此事，並且為朋弟抱打不平。
馮驥才先生所指的朋弟（1907年-1983年）原名為馮棣。朋弟所創漫畫在1930年代在北京、天津開始出版，裏面的角色跟王澤老夫子的外形，性格相同。天津作家馮驥才在2001年出版了一本包含朋弟作品的書，此書有很多朋弟和王澤作品的相似之處。馮驥才為了證明王澤的《老夫子》是引用的，他在各地進行大量的搜尋，目的是要找回朋弟所有的原版原作，讓讀者印證此事。不過，這個搜尋過程非常艱苦，很多朋弟的原版原作也很難找到，直到2011年2月24日，馮驥才在自己的畫展上為觀眾和讀者簽名時，忽然有一藏書家送給他一個紙包內裏就是藏了三本朋弟原版原作，其中兩本正是第一集和第二集的《老夫子》。其後這位藏書家再送給他一本《老白薯》，說這本是這位藏書家在逛書攤時偶然遇到的。
西苑出版社也特地為朋弟的原著作品重新出版，使朋弟先生平生所創造的三個漫畫人物——老夫子、老白薯、阿摩林——再現人間。原書《老夫子》為32開本白報紙本，文字豎排，黑色單版，彩色封面，是中國最早的大眾漫畫書的形態。而此次西苑出版社為了保持原書的歷史真實，新版朋弟漫畫叢書5種8冊，一律按照原版的版式。

### 爭論內文
朋弟生於1907年四川省，王澤生於1923年的天津。
朋弟後來到天津工作，並發表《老夫子》、《老白薯》等漫畫。直到50年代，在中國大陸的京津一帶，仍然可以找到《老夫子》等漫畫。可見其作品流傳甚廣。發表《老夫子》時，朋弟與王澤在同一個城市生活。當時王澤正值十多歲的小伙子，愛好繪畫。後來王澤於60年代到香港發表同名漫畫《老夫子》，並稱老夫子這個漫畫人物是他創造出來。曾經有人問王澤：「認不認識朋弟？」王澤說：「認識認識，很熟。」朋弟是一個畫家。最出名的作品正是《老夫子》。王澤不只認識朋弟，還與朋弟很熟。換言之，王澤是知道漫畫《老夫子》中的老夫子是由朋弟所原創。但王澤發行於香港的《老夫子》，從來隻字未提到朋弟及其所畫的《老夫子》。但兩本漫畫中的老夫子性格及形象相似，因此引起盗用之嫌。
馮驥才認為王澤盗用了朋弟的《老夫子》，因為不論是人物造型或性格設計，王澤的「老夫子」和「大蕃薯」和朋弟「老夫子」和「老白薯」等所獨創的漫畫人物幾乎一模一樣，連名字「老夫子」也是朋弟先用的。
在馮驥才的書《文化發掘老夫子出土：為朋弟抱打不平》出版後，王澤對此事的反應顯得十分低調，只是通過其兒子轉話說他否認了盗用一事，並且稱這是有人故意抹黑的。而擁有《老夫子》版權的老夫子哈媒體一直矢口否認所有盗用作為。直到王澤於2017年逝世時，有傳馮驥才等人感到高興， 更表示像一個討厭的犯人死掉了一樣。

## 其他媒體

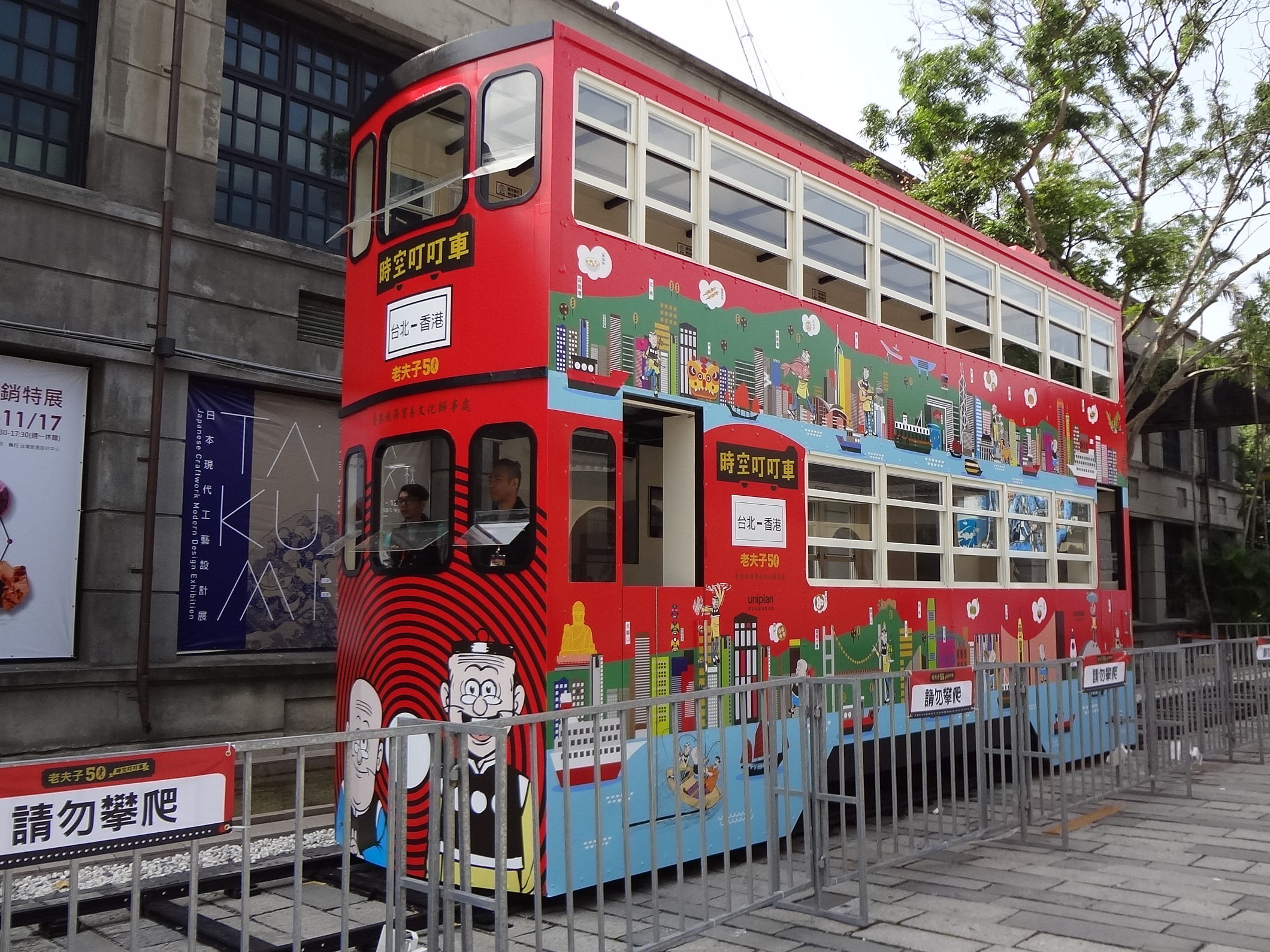
「老夫子50時空叮叮車」於2013年11月26日至2014年2月9日在台北松山文創園區展出。

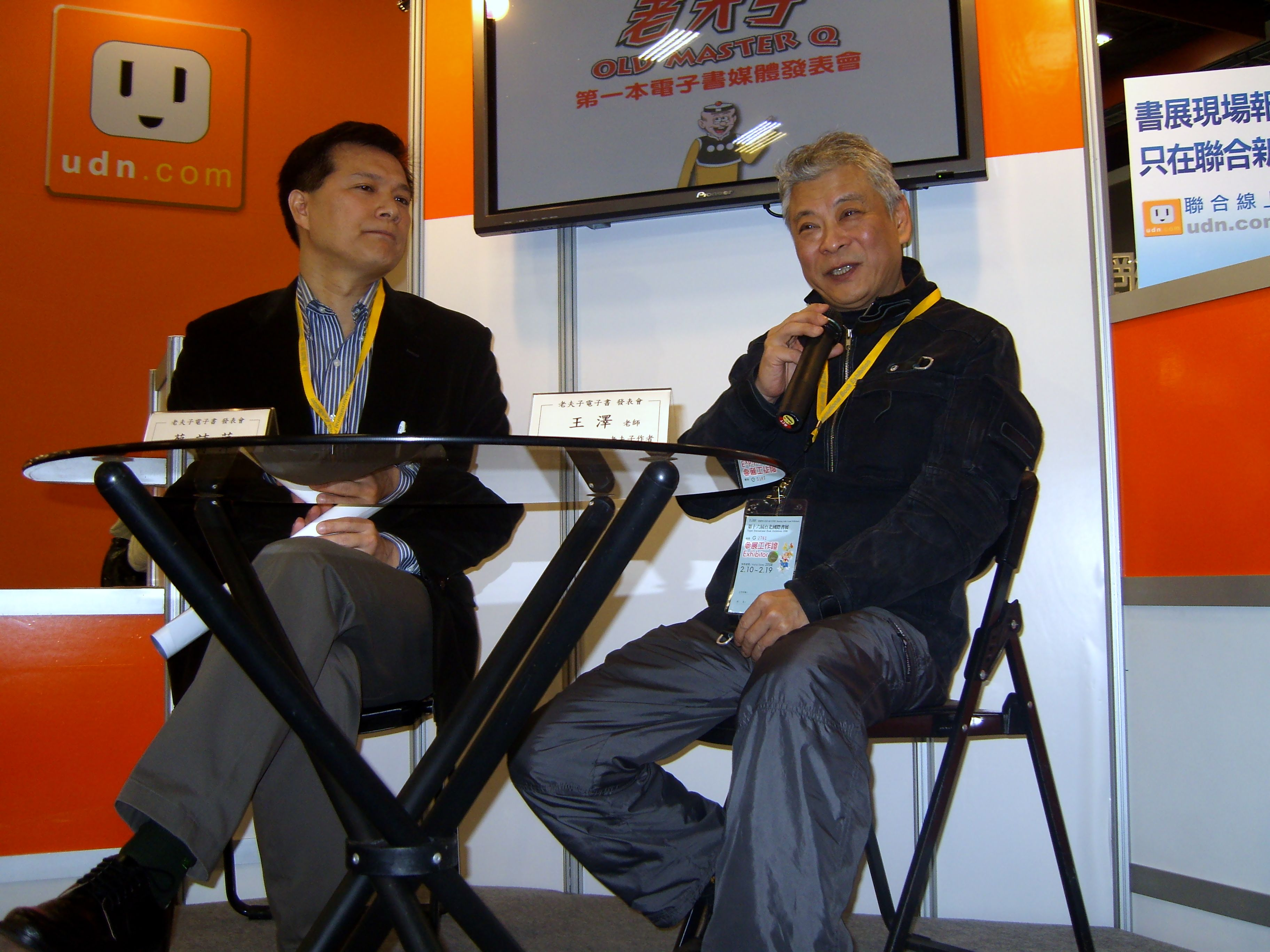
2008年台北國際書展中，聯合報系的「聯合線上」藉由《老夫子》互動電子書版本的問世，邀請台灣知名作家蔡詩萍與王澤本尊（註：非使用筆名「王澤」的王家禧）進行專題對談。

### 電影
- 《老夫子》：真人粵語黑白片（1965年8月3日）- 張清、劉情、高魯泉、鄭君綿、矮冬瓜、俞明、唐迪、馬超慈、紅薇、陳寶珠、薛家燕、曾江、依達、荘元庸、容玉意、西瓜刨、周吉、朱由高[23][24]
- 《老夫子與大番薯》：真人粵語黑白片（1966年5月10日） – 雪妮、高魯泉、沈殿霞， 李英、唐迪、馬昭慈、俞明、黃曼、依達、羅愛嫦、黃樹棠、容玉意、西瓜刨、周吉、朱由高[25]
- 《老夫子三救傻仔明》：真人粵語黑白片（1966年7月13日） - 夏萍、俞明、高魯泉、矮冬瓜、沈殿霞、司馬華龍、梅珍、容玉意、西瓜刨、朱由高、羅愛嫦、周永光、黃樹棠、唐迪、鄭君綿[26]
- 《老夫子》：真人粵語彩色片（1975年3月8日）- 梁天、丁珮、喬宏、西瓜刨、羅蘭、森森、張瑛、唐菁、王萊、斑斑、周吉、魏平澳、矮冬瓜、蔡麗貞、尤芷韻、容玉意、張惠儀、黎少芳[27]
- 《老夫子》：真人粵語彩色片（1976年10月2日）- 李菁、王沙、矮冬瓜、劉陸華 [28][29]
- 《老夫子奇趣錄》：真人粵語彩色片（1978年11月18日）
- 《七彩卡通老夫子》：國/粵語卡通片（1981年7月16日）
- 《老夫子水虎傳》：國/粵語卡通片（1982年7月10日）
- 《山T老夫子》(又名：外星人逗老夫子)：國/粵語卡通片（1983年8月4日）
- 《老夫子2001》：真人粵語彩色片（2001年4月5日）- 謝霆鋒、張栢芝、王家禧
- 《老夫子反斗偵探》：國/粵語2D卡通片（2003年12月20日）- 曾志偉、杜汶澤、余宜發、利嘉兒、楊天經
- 《無敵老夫子新傳》：真人粵語彩色片（2005年） - 羅家英、陳觀泰、湯寶如、徐靜     作曲、填詞、主唱：黃霑、顧嘉煇、張國榮
- 《老夫子之小水虎傳奇》：國/粵語卡通片 香港（2011年1月27日）- 周國賢、野仔、周麗淇；中國：鄧超、張涵予、李晨、劉金山、馮紹峰、沙溢、車曉、霍思燕、鞏新亮、張峻寧、黨淏瀚 ；台灣：蔡康永、蕭亞軒、郭書瑤、阿KEN、納豆

### 動畫劇集
- 《老夫子之魔界夢戰記》：粵語卡通片，前後共兩季，每季13集，合共26集（2004-2006年）。

### 電子書
- 台灣的聯合線上，結合動畫與音樂，發行互動電子書版本（页面存档备份，存于）。

### 電腦遊戲
- 老夫子大富翁 （2001年7月27日）

## 外部連結
- 老夫子中文官方網站（页面存档备份，存于）（中文）（英文）
- 老夫子 相片集（页面存档备份，存于）（中文）
- 誰是《老夫子》的原創者？（爭鳴錄）（页面存档备份，存于）（中文）
- 朋弟的“老夫子”與王澤的“老夫子”（页面存档备份，存于）（中文）
- 馮驥才寫書為朋弟說話　王澤反應低調（页面存档备份，存于）（简体中文）
- 漫兩拍：歷久不衰的《老夫子》（页面存档备份，存于）（中文）
- 老夫子 OMQ的Facebook專頁